# Смоленське намісництво
Смоле́нське намі́сництво (рос. Смоленское наместничество) — адміністративно-територіальна одиниця в Російській імперії в 1775–1796 роках. Адміністративний центр — Смоленськ. Створене 1775 року на основі Смоленської губернії. Складалося з 12 повітів. 12 грудня 1796 року перетворене на Смоленську губернію.